# Крикливая сорокопутовая пиха
Крикливая сорокопутовая пиха (лат. Lipaugus vociferans) — вид птиц рода сорокопутовых пих семейства котинговых. Подвидов не выделяют. Распространён в Южной Америке.

## Описание
Крикливая сорокопутовая пиха достигает длины 24—26 см и массы от 68 до 87 г. Взрослые особи внешне похожи на дроздов, но у них более длинный хвост, более короткая цевка и более широкий клюв, чем у дроздов. Половой диморфизм не выражен. Общая окраска оперения серого цвета. Маховые перья, большие кроющие перья крыльев и рулевые перья более тёмные с коричневатым оттенком. Нижняя часть тела светлее, чем верхняя, и горло наиболее бледное. Радужная оболочка коричневая, серая или серовато-коричневая. Клюв чёрный или надклювье чёрное, а подклювье тёмное с тёмно-розоватым основанием. Цевка и пальцы ног чёрные, тёмно-оливковые, серо-зелёные, тёмно-коричневые или тёмно-серые. Молодые особи похожи на взрослых, но кроющие перья крыльев и кончики рулевых перьев рыжевато-коричневые.

## Вокализация
Крикливая сорокопутовая пиха знаменита своим характерным криком «qui, qui, yo», который слышен на расстоянии до 400 метров. Этому призыву предшествуют 2—3 подготовительных звука, описываемые как «cri-cri-o», «pi-pi-yo», или «qui-qui-yo». Уровень звукового давления крика на расстоянии 1 м составляет 111,5 ± 1,3 дБ, для человеческого слуха это значение соответствует значению громкости между "дискомфортом" и "болью"". По громкости крика уступает только одноусому звонарю (Procnias albus). 

## Распространение и места обитания
Крикливая сорокопутовая пиха распространена в северной и центральной частях Южной Америки к востоку от Анд, а в восточной Бразилии ее популяции сильно разобщены. Ареал простирается от восточной части Колумбии на восток через север Бразилии до Венесуэлы и Гайаны; и на юг до Боливии, центра Бразилии и штата Мараньян. Также есть популяции в восточной Бразилии, от штата Пернамбуку до штата Эспириту-Санту.
В основном встречается в низинах, на высоте до 600 м над уровнем моря в Колумбии, до 900 м в Эквадоре, до 1150 м в Перу, до 1400 м в Боливии и до 1400 м в Венесуэле (но большинство наблюдений ниже 900 м). Обитает в низинных вечнозеленых лесах, где она в основном занимает средние яруса леса.

## Питание
Крикливая сорокопутовая пиха питается фруктами и насекомыми; относительная доля фруктов или насекомых в рационе варьируется в зависимости от сезона. Часто посещает фиговые деревья и проглатывает плоды целиком. В состав рациона также входят плоды Virola spp. (Myristicaceae), Goupia (Celastraceae) и лавровых (Lauraceae). Из насекомых, входящих в рацион, отмечены прямокрылые (Orthoptera), чешуекрылые (Lepidoptera) (гусеницы), тараканы (Blattidae), настоящие палочники (Phasmatidae) и богомоловые (Mantodea). Описан случай поедания пихой ящерицы из рода Anolis.

## Размножение
В сезон размножения самцы собираются вместе на токовище и кричат, привлекая самок. В каждом токовании обычно принимают участие 4—10 самцов, но было обнаружено до 30 особей на токовище. Биология размножения практически не исследована. Описано всего несколько гнезд. Относительно небольшого размера гнездо (по сравнению с размером птицы) представляет собой беспорядочное скопление тонких веток, растительных волокон и виноградных лоз; размещается на высоте 7—8 м от земли. В кладке, по-видимому, одно яйцо кремового цвета с неправильной формы коричневыми и коричневато-серыми отметинами. Инкубационный период не описан. За птенцами ухаживает, вероятно, только самка. Птенцы оперяются примерно через 23–24 дня.